# Néel II de Saint-Sauveur
Pour les articles homonymes, voir Néel.
Néel II de Saint-Sauveur, dit le Jeune, est un puissant baron normand du XIe siècle, vicomte du Cotentin, baron de Saint-Sauveur en Normandie occidentale, et l'un des chefs de la révolte de 1047 contre le jeune duc de Normandie Guillaume le Bâtard.

## Biographie
Vers 1040-1042, Néel II succède à son père Néel en tant que vicomte du Cotentin, à l'extrémité ouest du duché de Normandie. Les Néel constituent un exemple de l'hérédité de la fonction vicomtale, mais il ne semble pas que ce soit la norme en Normandie.
Peu avant 1047, Néel II, comme d'autres barons tels Hamon le Dentu ou Ranulph de Briquessart, se lie avec Gui de Brionne (aussi connu comme Gui de Bourgogne), prince normand par sa mère qui prétend au duché de Normandie, cherchant à écarter Guillaume le Bâtard. Pour son soutien, il reçoit de Gui la ville de l'Isle-Adam. Cependant l'armée des rebelles normands de l'actuelle Basse-Normandie est sévèrement battue à la bataille du Val-ès-Dunes (1047). Néel fuit le champ de bataille mais il est rattrapé par des chevaliers de l'armée ducale.
Le jeune duc le prive de ses biens et fonction et l'exile. Guillaume lui pardonne et le rappelle en 1054 comme il le fera avec d'autres rebelles. Néel quitte donc la Bretagne où il s'était retiré pour rejoindre la Normandie. Cependant les pouvoirs de la vicomté sont dorénavant assumés par d'autres : Robert Bertrand notamment. Son frère Odon lui succède en retrouvant tous les pouvoirs de vicomte.
Dans les années 1080, son fils Néel III refonde l'abbaye proche de leur château de Saint-Sauveur-le-Vicomte que Néel II aurait fondée en 1067.

## Famille et descendance
Néel II de Saint-Sauveur épouse Adèle de Brionne, fille du richardide Gilbert de Brionne, comte d'Eu. Ils ont sept enfants à l'origine d'une nombreuse descendance dans les branches du Rozel, de Pierreville, de Saint-Germain-le-Gaillard, de Surtainville, de Vauville, etc. :
- Néel, vicomte de Saint-Sauveur
- Roger
- Guillaume d'Aubigny (William)
- Gérard/Girard (Guerard)
- Guillaume le Jeune
- Emma
- Billeheude/Bileud (Bileldis)
- Mathilde (Mahaut)